# De Titaantjes
De Titaantjes of wel Hommage aan Nescio is een artistiek kunstwerk in Amsterdam-Oost.
Het is een eerbetoon aan de schrijver Nescio door beeldhouwer Hans Bayens. Van Bayens zijn meer beelden van schrijvers bekend; zo portretteerde hij Multatuli op de Torensluis en staan Aagje Deken en Betje Wolff aan Nes aan de Amstel. Bayens maakte het werk naar aanleiding van het overlijden van Jan Hendrik Frederik Grönloh, de man achter pseudoniem Nescio. Het eerbetoon bestaat uit een bronzen beeld waarin (van links naar rechts) Hoyer, Bavink en Koekebakker, drie personages uit Titaantjes van Nescio, die onderuit hangend op een bankje het Oosterpark overzien. Ze bekijken net zoals hun bedenker de personen die door het park lopen. Het oorspronkelijke beeld, door Grönlohs weduwe onthuld op 9 oktober 1971, werd in 1985 gestolen, maar in 1988 werd een nieuw afgietsel geplaatst. In 2006 werd het met verf beklad.

Op de sokkel staat de begintekst van genoemde novelle: 
Jongens waren we-maar aardige jongens
Net buiten het park, op gebouw Linnaeusstraat 7 is een uitgebreidere tekst van Nescio te lezen.

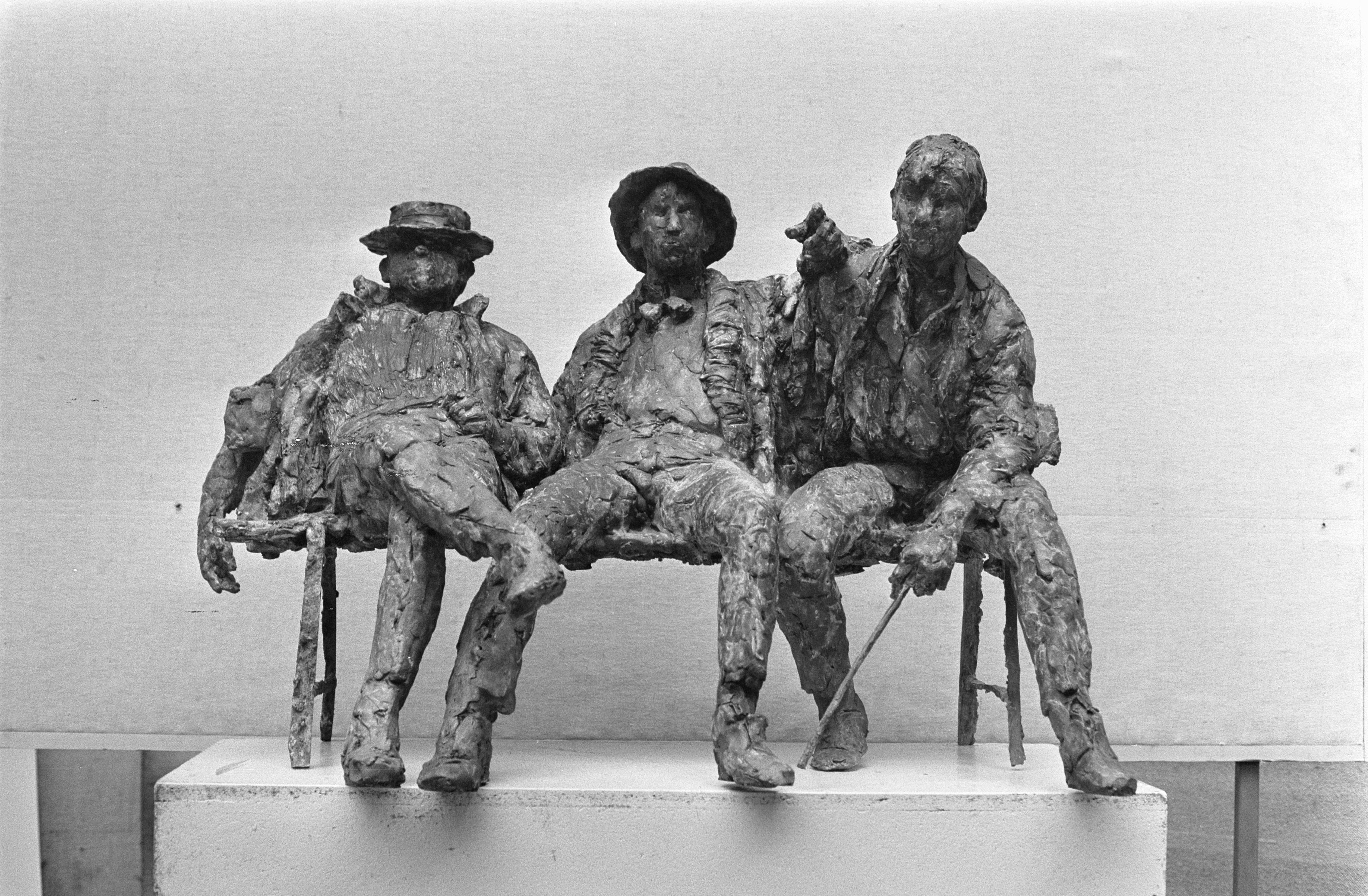
De Titaantjes (1969)
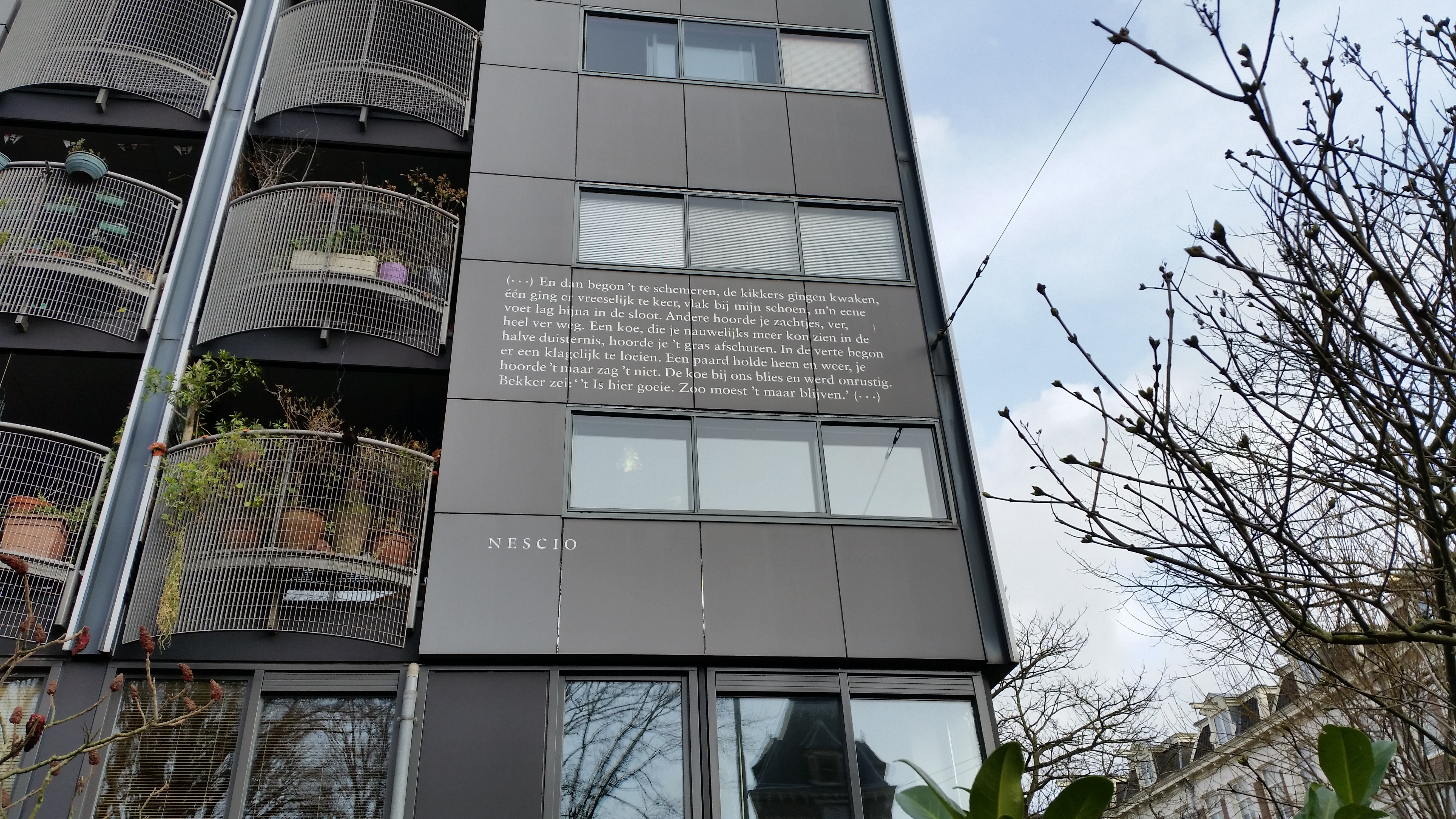
Tekst op Linnaeusstraat 7 (2020)

Bokkenrijder · Bolgewas · Communicatie · Justus van Maurikbank · Leonard Springerbrug · Limietpalen Oosterpark · Monument voor de Tachtigers · Muziekkoepel Oosterpark · Nationaal monument slavernijverleden · Politiehond Albert · Rotsfontein Oosterpark · De Schreeuw · Speelslinger Oosterpark · Spelende kinderen · Spreeksteen · Tekststeen Julianaboom · De Titaantjes · Het westen ontvangt en ontmoet 't oosten